# خوانا لا بلترانخا
خوانا لا بلترانخا (انگلیسی: Joanna la Beltraneja) ملکه همسر آفونسوی پنجم، پادشاه پرتغال بود.